# Theretra latreillii
Theretra latreillii is een vlinder uit de familie van de pijlstaarten (Sphingidae). De wetenschappelijke naam van de soort werd in 1826 gepubliceerd door William Sharp MacLeay.